# 1765 au théâtre
| Années du théâtre : 1762 - 1763 - 1764 - 1765 - 1766 - 1767 - 1768    |
| Décennies du théâtre : 1730 - 1740 - 1750 - 1760 - 1770 - 1780 - 1790 |

## Pièces de théâtre publiées
- Voltaire, Adélaïde Du Guesclin, tragédie représentée pour la première fois le 18 janvier 1734 et remise au théâtre le 9 septembre 1765, Paris, veuve Duchesne ; la "Préface de l'éditeur" est rédigée par Voltaire, l'"Avertissement de l'éditeur" par l'acteur Lekain.

## Pièces de théâtre représentées
- 19 janvier : L'Oiseau vert (L'augellino belverde), comédie de Carlo Gozzi, Venise, Teatro Sant'Angelo.
- 4 février : première à Venise au Teatro San Luca de la version en italien de L'Éventail (Il ventaglio), comédie de Carlo Goldoni, avec un grand succès.
- 2 décembre : Le Philosophe sans le savoir, drame bourgeois de Michel-Jean Sedaine, Paris, Comédie-Française.

## Naissances
- 4 mars : Claire Lacombe, actrice, militante révolutionnaire et féministe française, morte le 2 mai 1826.
- 29 avril : François-Louis Riboutté, auteur dramatique français, mort le 23 février 1834.
- 8 juin : Paul Eustache Anselme, dit Baptiste cadet, acteur français, mort le 31 mai 1839.
- 1er août : Charles-Pierre Ducancel, avocat et auteur dramatique français, mort le 18 février 1835.
- 17 septembre : Philippe-Jacques de Laroche, auteur dramatique français, mort le 26 novembre 1837.

## Décès
- 15 avril : Mikhaïl Lomonossov, polymathe russe, auteur de deux tragédies, né le 19 novembre 1711.
- 21 avril : David Mallet, dramaturge écossais, né vers 1705.
- 1er mai : Franz Neumayr, prêtre jésuite et écrivain allemand, auteur de six tragédies, trois comédies et d'un Singspiel, né le 7 janvier 1697.
- mai : Gillette Boutelvier, dite Mademoiselle Duchemin, actrice française, né en octobre 1682.
- 13 juin : François-Charles Panard, chansonnier et dramaturge français, né le 2 novembre 1689.
- 24 octobre : François Quinault, acteur français, né vers 1690.
- 26 novembre : François-Armand Huguet, dit Armand, acteur français, sociétaire de la Comédie-Française, né le 1er juin 1699.